# Oberhüttensee
Oberhüttensee är en sjö i Österrike.   Den ligger i förbundslandet Salzburg, i den centrala delen av landet, 230 km sydväst om huvudstaden Wien. Oberhüttensee ligger 1 843 meter över havet.
Trakten runt Oberhüttensee består i huvudsak av gräsmarker. Runt Oberhüttensee är det glesbefolkat, med 20 invånare per kvadratkilometer.